# New Zealand International Exhibition
De New Zealand International Exhibition was een wereldtentoonstelling die in de zomer van 1906-1907 werd gehouden in de Nieuw-Zeelandse stad Christchurch. Het was destijds het grootste evenement in het land en trok bijna 2 miljoen bezoekers. Voor het vervoer naar de tentoonstelling werd een spoorlijn aan de noordzijde van het park aangelegd. De activiteiten omvatten onder meer het eerste professionele symfonieorkest van Nieuw-Zeeland (o.l.v. Alfred Hill), en de eerste doedelzakwedstrijd van het Britse Rijk die gewonnen werd door de Highland Pipe Band uit Dunedin. 
Architect Joseph Clarkson Maddison ontwierp de tijdelijke gebouwen. Na afloop van de tentoonstelling werden de gebouwen gesloopt wat eind augustus was afgerond. Daarnaast ontwierp hij in opdracht van de Wards brouwerij, ter gelegenheid van de tentoonstelling, het Carlton Hotel in Christchurch.

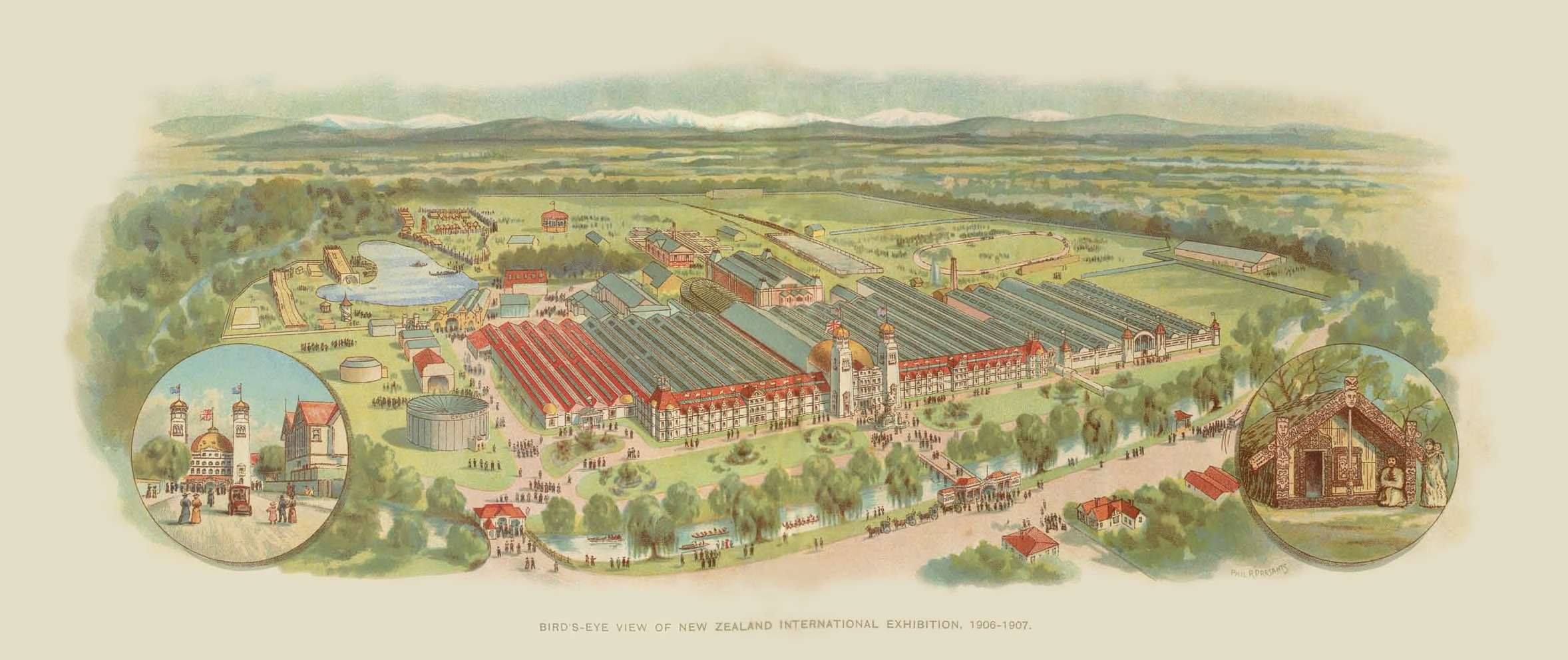
Lithografie van de gebouwen in Hagley Park

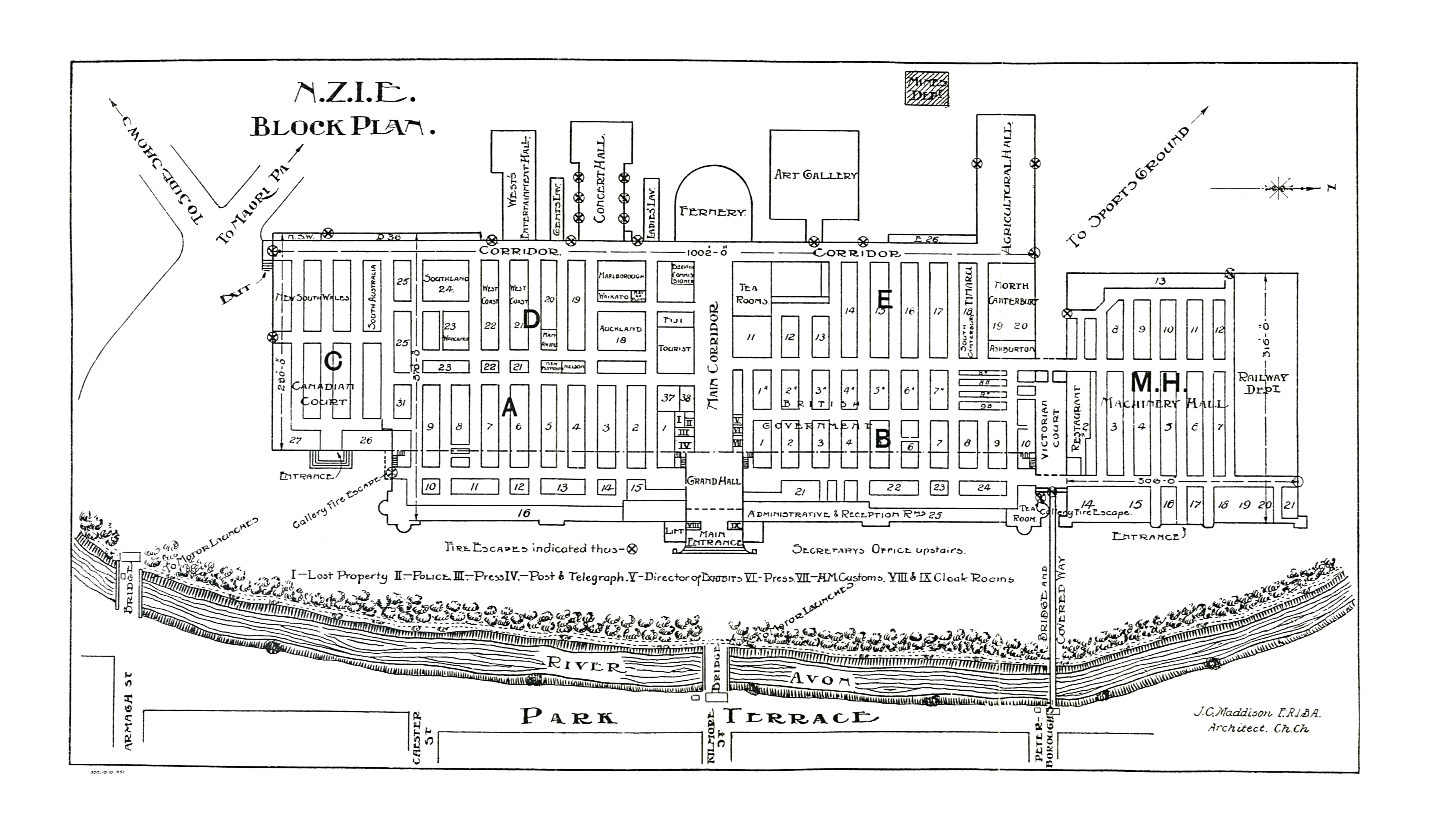
Plattegrond van de tentoonstelling